# Kościół św. Jana Chrzciciela w Starych Rochowicach
Kościół św. Jana Chrzciciela w Starych Rochowicach – gotycki kościół z XIV w. Został przebudowany w XVIII w. i XIX w.